# Worth1000
Worth1000.com är en webbplats inriktad på bildmanipulationer och photoshoptävlingar. Varje dag hålls det minst två reguljära tävlingar, en för nybörjare och en för mer erfarna photoshoppare. Tävlingarna kan handla om allt från att photoshoppa en slumpvis bild, till zombifiera en kändis, byta ut objekt mot potatis, hitta på extrema sporter eller göra nya Transformerfigurer. Worth1000 startades den 1 januari 2002 och i dagsläget finns över 220 000 unika bildmanipulationer.
Även om photoshop är det största dragplåstret finns det även andra tävlingar, en egen kategori finns för såväl fotografi, text som multimediatävlingar.
Webbplatsen är designad av Avi Muchnik och Israel Derdik. Muchnick var den som kom på namnet efter det gamla talesättet "A picture is worth 1000 words" (en bild säger mer än 1000 ord).
Worth1000 är en av de mest populära sidorna av sitt slag med mer än 6 miljoner unika besökare sedan september 2005. Flera tidningar, tv-shower och radioprogram har tagit upp programmet, PC Magazine, Good Morning America, BBC, CNN, New York Times, Weekly World News, Detroit Free Press, TechTV, USA Today, G4, Inside Edition, bara för att nämna några.

## Forum
Förutom sina tävlingar har worth1000 ett stort forum med många olika avdelningar. Allt från allmänna diskussioner och humor till speciella forum för att diskutera tekniker till de olika typer av tävlingarna. Forumen kännetecknas av många aktiva administratörer samt ett ordfilter, vilket gör att så kallade forumtroll är i stort sett obefintliga. Stämningen karaktäriseras även av den stora ålderspännvidden som finns, allt från 13-åringar som tycker det verkar ball med photoshop till 70-åriga pensionerade bildmanipulatörer.

## Tävlingarna
De flesta tävlingarna på worth1000 bygger är uppbyggda runt ett tema. Man får en rubrik med ämnet tillsammans med ett foto som visar hur det kan se ut, plus en kortare beskrivning av vad som förväntas av deltagarna. Man tar sedan emot tävlingsbidragen under en begränsad tid. Photoshoptävlingar har den kortaste tiden med enbart två dagar, medan fototävlingar brukar ha över en vecka. Först efter att tiden gått ut publiceras alla bidragen och folk får rösta på varje bidrag på en skala från 1-10. Sedan räknas rösterna ihop och vinnaren utses.
Exempel på tävlingar är:
- Reality Manga - Manipulera foton på kändisar så de får de karaktäristiska dragen av en Mangakaraktär.
- Plantimals - Korsa djur och saker från växtriket, till exempel korsa en groda med en apelsin eller en mus med en kiwi.
- Roboren - Gör om gamla målningar/statyer så de innehåller robotar istället för människor
- Invisible world - Ta bort objekt från foton, de mest populära tävlingarna går ut på att ta bort människor från bilder men låta deras kläder vara kvar som om de vore osynliga.
- Zombiewood - Zombifiera kändisar
- Chocolate world - Gör om objekt så de ser ut som om de vore choklad
- Chop a frog - Ta en groda och photoshoppa den som du vill
- Chimaera - Korsa tre eller fyra djur så de blir en.

## Karma
De flesta photoshopsajter som inkluderar tävlingar drabbas då och då av att folk försöker manipulera röstsystemet för att själv kunna vinna. Antingen genom att ge sig själv osedvanligt bra poäng eller genom att rösta ner andra bra bilder. Worth1000 har byggt upp ett särskilt system för att undvika detta, Karma kallas det kort och gott. Exakt hur det fungerar förtäljer man inte, men en sak har man kunnat konstatera: det fungerar.
De enkla grundbultarna i systemet handlar helt enkelt om att alla tävlingsbidrag hålls anonyma till röstningen är avslutad, att ingen får ha mer än ett medlemskap och att man bara kan rösta en gång per tävling.
De mer avancerade bitarna är det som kallas Karma. Varje medlem har en egen Karmanivå på mellan 0 och 175 (egentligen kan man ha lägre än noll också, då räknas inte rösten längre) som beslutar hur mycket ens röst är värd. Har man 1 Karma räknas ens röster en gång, har man 175 räknas den 175 gånger. Varje ny medlem börjar med 1 i Karma och får sedan arbeta den uppåt. Karman mäter hur pass bra besökaren bedömer en bilds kvalitet, den ger stort utrymme för personligt smak och tycke, men när stora skillnader mellan genomsnittsrösten och din egen röst uppstår förlorar man Karma. Det finns en tydlig, mycket kortfattad skala som säger hur man ska bedöma bilder.
Om man varit medlem ett tag och röstar kontinuerligt kan man bli befordrad till juror. Då får man 500 i karma. Administratörerna beslutar enväldigt vilka som befordras.